# Фаррелл (Міссісіпі)
Фаррелл (англ. Farrell) — переписна місцевість (CDP) в США, в окрузі Коагома штату Міссісіпі. Населення — 200 осіб (2020).

## Географія
Фаррелл розташований за координатами 34°15′42″ пн. ш. 90°40′30″ зх. д. / 34.26167° пн. ш. 90.67500° зх. д. (34.261707, -90.675041).  За даними Бюро перепису населення США в 2010 році переписна місцевість мала площу 3,36 км², уся площа — суходіл.

## Демографія
Згідно з переписом 2010 року, у переписній місцевості мешкало 218 осіб у 82 домогосподарствах у складі 60 родин. Густота населення становила 65 осіб/км².  Було 89 помешкань (26/км²).
Расовий склад населення:
| - 90,4 % — чорних або афроамериканців - 9,6 % — білих |

До двох чи більше рас належало 0,0 %. Частка іспаномовних становила 0,0 % від усіх жителів.
За віковим діапазоном населення розподілялося таким чином: 28,4 % — особи молодші 18 років, 60,1 % — особи у віці 18—64 років, 11,5 % — особи у віці 65 років та старші. Медіана віку мешканця становила 36,0 року. На 100 осіб жіночої статі у переписній місцевості припадало 81,7 чоловіків;  на 100 жінок у віці від 18 років та старших — 79,3 чоловіків також старших 18 років.
Середній дохід на одне домашнє господарство  становив 29 872 долари США (медіана — 26 250), а середній дохід на одну сім'ю — 37 536 доларів (медіана — 47 755). Медіана доходів становила 25 804 долари для чоловіків та 27 125 доларів для жінок. За межею бідності перебувало 20,7 % осіб, у тому числі 41,3 % дітей у віці до 18 років та 38,5 % осіб у віці 65 років та старших.
Цивільне працевлаштоване населення становило 161 осіб. Основні галузі зайнятості: освіта, охорона здоров'я та соціальна допомога — 26,7 %, транспорт — 21,7 %, науковці, спеціалісти, менеджери — 18,6 %.